# Апалала

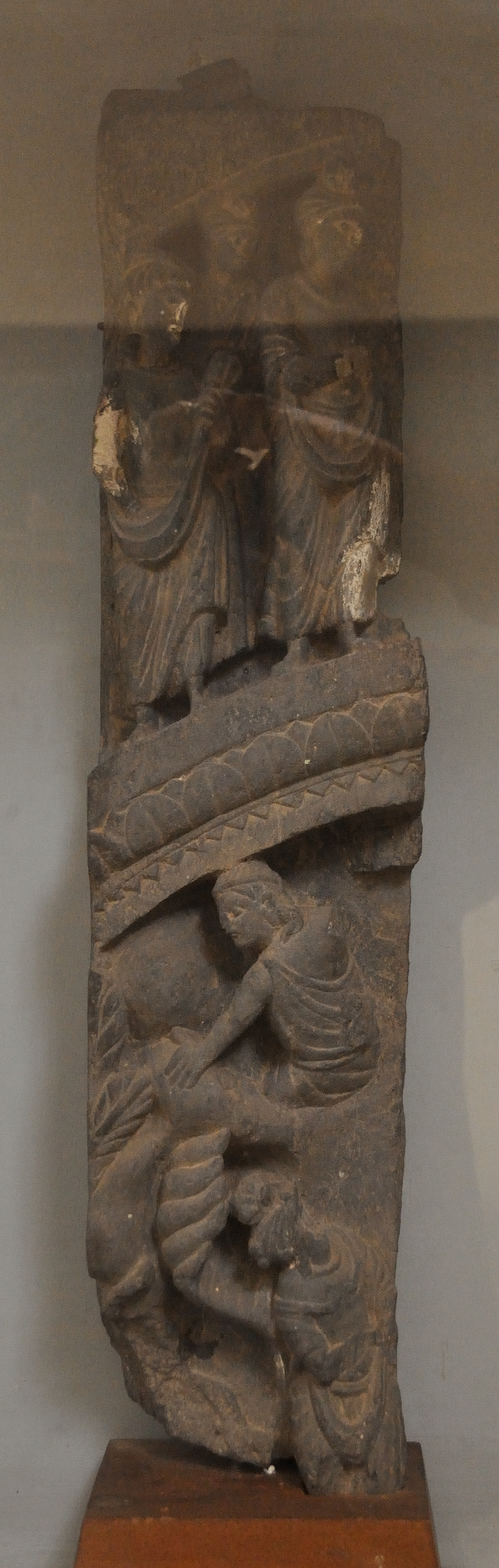
Підкорення Апалали. Урядовий музей, Матхура

Апалала — наг в буддійській міфології. Він був навернений в буддизм після битви з Буддою Шак'ямуні під час його подорожі з Ваджрапані. Ця легенда стала однією з найпопулярніших в буддійському фольклорі та мистецтві.

## Легенда про навернення
Легенду про звернення Апалали в буддизм наводить Фасянь в описі Уддіяниы у своєму творі «Записки про буддійські царствах». За легендою, він жив у джерелі річки Субхавасту (або Сувасту, сучасна річка Сват в однойменній долині). Місцеві жителі приносили йому підношення за те, що Апалала відводив бурі, викликані драконами, і вони могли збирати багатий врожай. Однак коли вони перестали його вшановувати, він розгнівався і повені спустошували місцевість. Із співчуття до жителів Будда Шак'ямуні зійшов у цій місцевості, переміг Апалалу і став учити його дгармі. Апалала зобов'язався більше не шкодити людям, але попросив дозволу збирати данину раз у дванадцять років. Тому кожні дванадцять років на річці траплялася повінь. В ознаменування цієї події Будда залишив відбиток ступні на скелі, який перетворився в місце його шанування.